# Frederik Lintsstraat
De Frederik Lintsstraat is een straat in de Belgische stad Leuven. Ze verbindt de Vlamingenstraat met de Geldenaaksevest en kruist de Andreas Vesaliusstraat en de Brabançonnestraat. De straat is voornamelijk een residentiële straat met woningen en studentenhuizen.

## Beschrijving
De Frederik Lintsstraat werd genoemd naar Frederik Lints, burgemeester van Leuven van 1896 tot 1900. De straat werd voorheen Moelenweechsken (1464), Molenstrate (1581), Groene Straete (1716), Groene Wegh (1787) en Flesschenstraat (1818) genoemd. Op 29 oktober 1900 werd beslist de straat naar Frederik Lints te noemen.
De oudste bebouwing is geconcentreerd rond de KADOC-site en de kapel Onze-Lieve-Vrouw-ter-Koorts, in het eerste straatgedeelte, van de Vlamingenstraat tot de Andreas Vesaliusstraat. Het betreft rijwoningen met gevels in repetitief schema die een homogeen geheel vormen, voornamelijk uit het derde kwart van de 19de eeuw. Voor de bouw van het woonzorgcentrum Edouard Remy en het OCMW-kantoor in 1979 werd de Frederik Lintsstraat ter hoogte van de kruising met de Andreas Vesaliusstraat gedomineerd door het Hospice d'Incurables et Aveugles, het Hospice de Maternité et des Enfants Assistés en het Hospice pour Orphelins et Vieillards, liefdadigheidsinstellingen waarvan de bouw grotendeels door de Leuvense industrieel Edouard Remy werd gefinancierd en waarvan niets meer overblijft. Het laatste gedeelte, een oude vleugel van het woonzorgcentrum, werd in 2015 afgebroken. Het straatgedeelte vanaf de Andreas Vesaliusstraat werd tussen 1885 en 1913 bebouwd met neoclassicistische burgerwoningen.

## Afbeeldingen

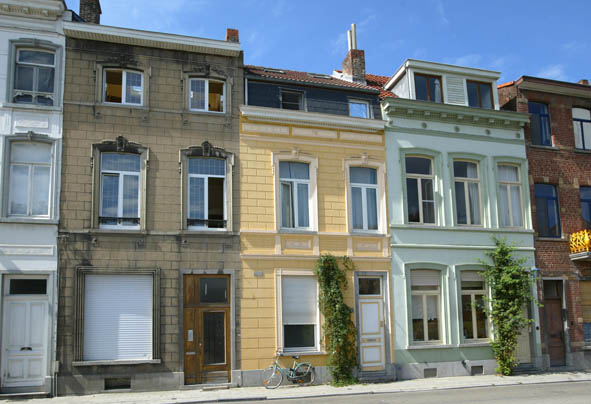
Frederik Lintsstraat 48-52
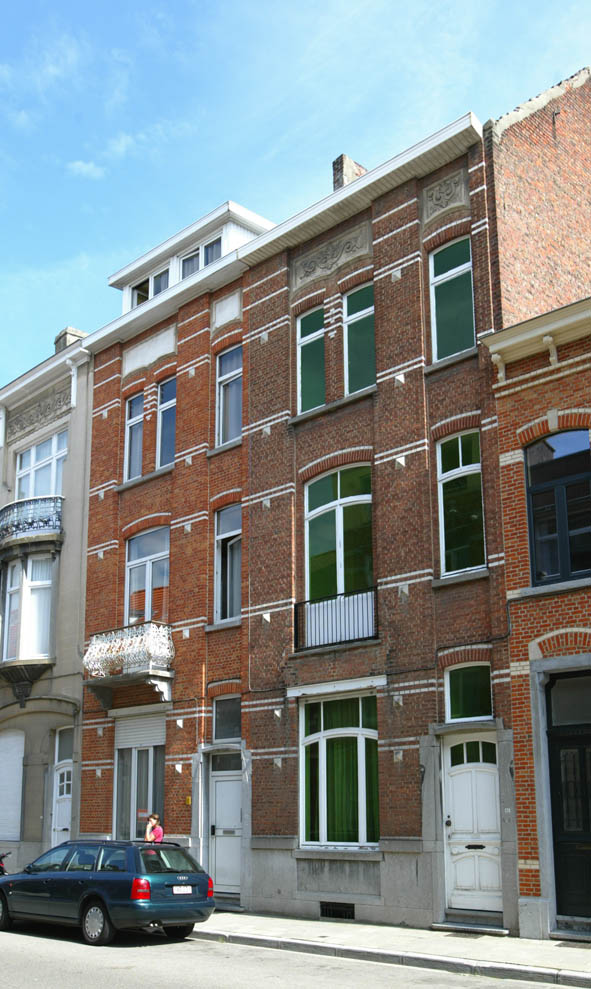
Frederik Lintsstraat 59-61
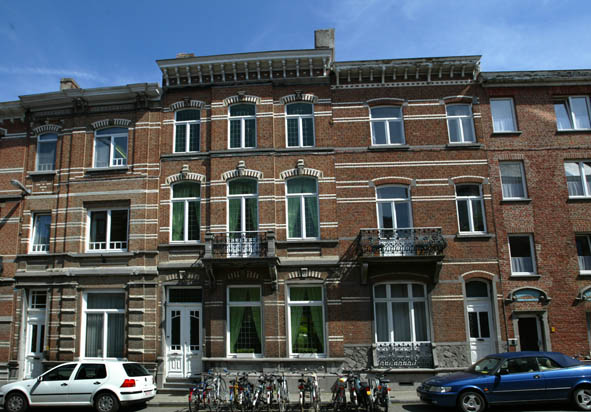
Frederik Lintsstraat 129-133
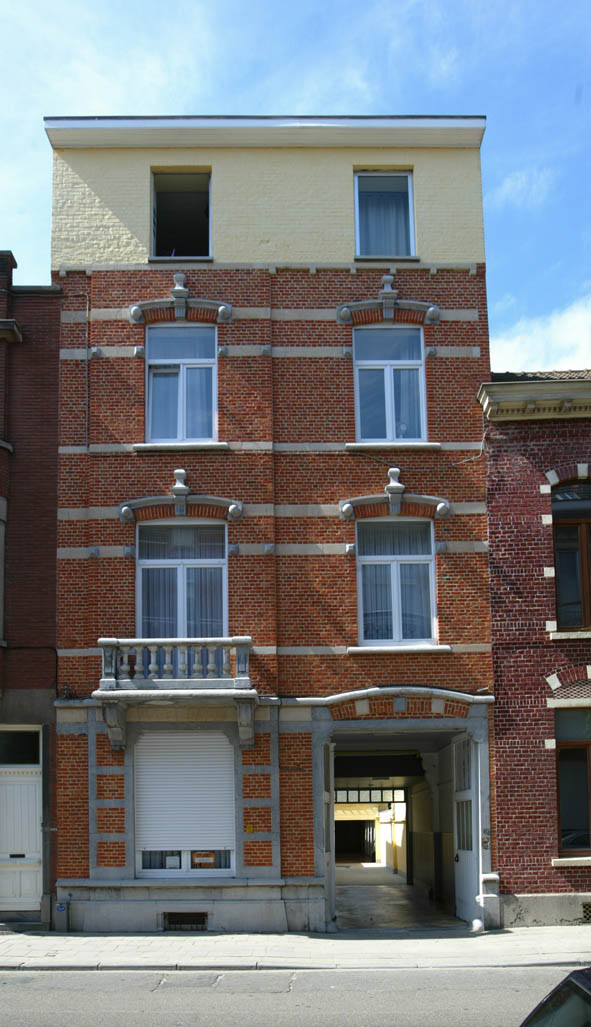
Frederik Lintsstraat 132
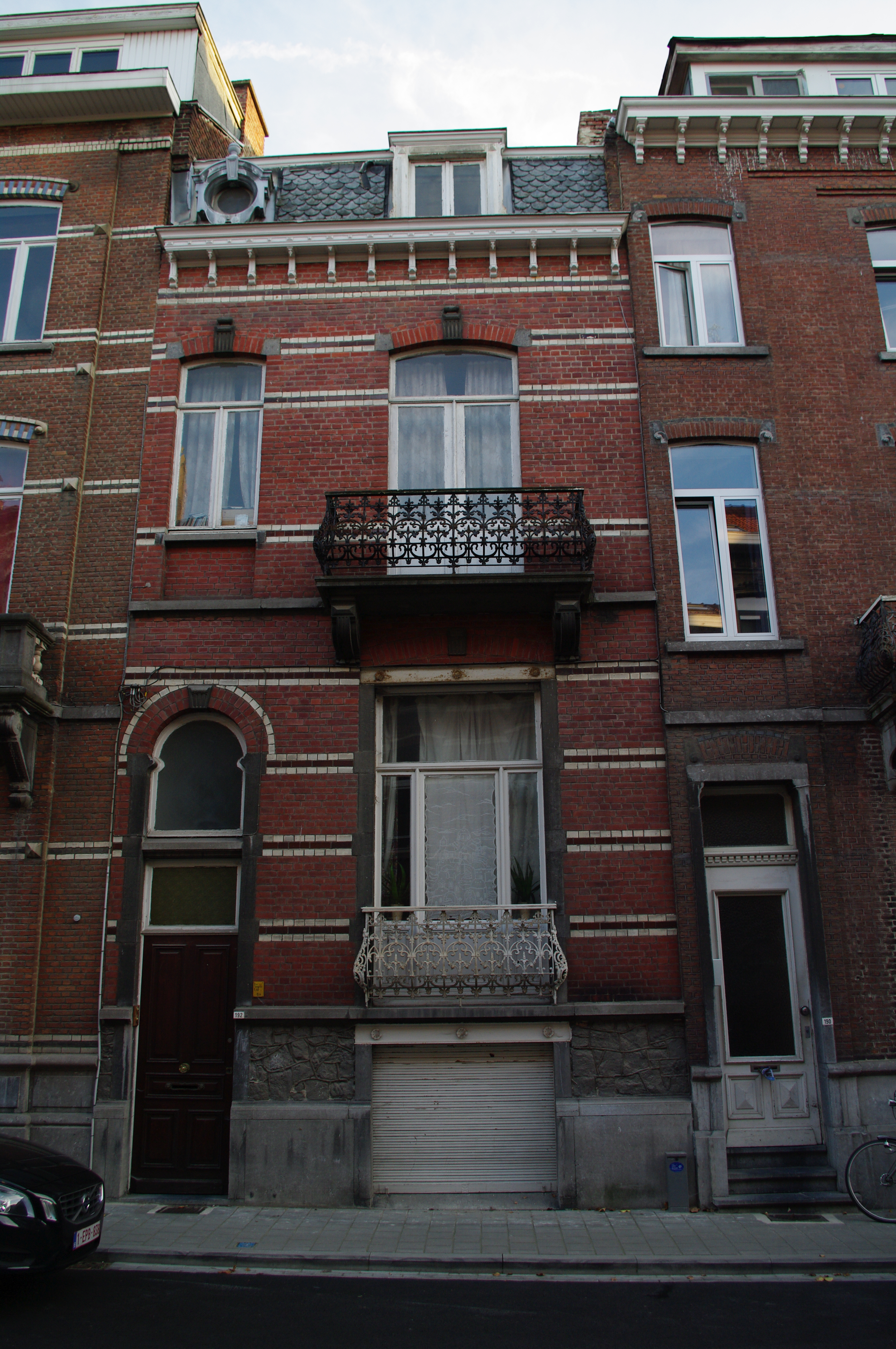
Frederik Lintsstraat 192